# Narząd artykulacji
Narząd artykulacji – (relatywnie) ruchomy narząd mowy, który w trakcie artykulacji spółgłoski zbliża się lub zwiera z narządem nieruchomym (miejscem artykulacji).

Miejsce artykulacji:
1. zewnętrzna część górnej wargi, 2. wewnętrzna część górnej wargi, 3. górne zęby, 4. dziąsła, 5. za dziąsłami, 6. przednia część podniebienia twardego, 7. podniebienie twarde, 8. podniebienie miękkie, 9. języczek, 10. gardło, 11. krtań
Narząd artykulacji:
11. struny głosowe, 12. nagłośnia, 13. korzeń języka, 14. tył języka, 15. środek języka, 16., 17., 18. przód języka (dokładniej 16. artykulacja laminalna, 17. apikalna, 18. subapikalna), 1. zewnętrzna część dolnej wargi, 2. wewnętrzna część dolnej wargi

Zasadniczo ruchomymi narządami są dolna warga i język z jego poszczególnymi odcinkami: przodem, środkiem, tyłem i korzeniem. Według kryterium narządu artykulacji wyróżniane są zatem:
- spółgłoski wargowe (spółgłoski labialne), narządem ruchomym jest tu dolna warga
- spółgłoski przedniojęzykowe, z uwagi na duża swobodę przodu języka wyróżnia się tu różne podtypy,
- spółgłoski środkowojęzykowe,
- spółgłoski tylnojęzykowe (spółgłoski dorsalne),
- spółgłoski artykułowane przy pomocy korzenia języka (zob. spółgłoski gardłowe),
- spółgłoski artykułowane przy udziale nagłośni (zob. spółgłoski nagłośniowe),
- spółgłoski artykułowane przy wiązadłach głosowych (zob. spółgłoski krtaniowe).

W opisie spółgłosek rozpatruje się często łącznie miejsce i narząd artykulacji, tworząc dwuczłonowe określenia typu artykulacji. Ze względu na miejsce i narząd artykulacji wyróżnia się m.in.:
- spółgłoski dwuwargowe (spółgłoski wargowo-wargowe, sp. bilabialne)
- spółgłoski wargowo-zębowe (sp. labiodentalne)
- spółgłoski międzyzębowe (sp. interdentalne)
- spółgłoski przedniojęzykowo-zębowe (sp. dentalne)
- spółgłoski przedniojęzykowo-dziąsłowe (sp. alweolarne)
- spółgłoski przedniojęzykowo-zadziąsłowe (sp. postalweolarne)
- spółgłoski przedniojęzykowe z retrofleksją
- spółgłoski środkowojęzykowe-zadziąsłowe (sp. środkowojęzykowo-dziąsłowe, sp. postalweolarne)
- spółgłoski środkowojęzykowe-przedniopodniebienne (sp. alweopalatalne)
- spółgłoski tylnojęzykowe-twardopodniebienne (sp. dorsalno-palatalne)
- spółgłoski tylnojęzykowe-miękkopodniebienne (sp. dorsalno-welarne)
- spółgłoski tylnojęzykowe-spółgłoski języczkowe (sp. uwularne)